# حركة أبناء سيناء
حركة أبناء سيناء هي حركة مشكلة من جماعات العشائر والقبائل البدوية التي تقطن في شبه جزيرة سيناء. تأسست بهدف التصدي لجماعة أنصار بيت المقدس.

## الهدف
وضعت حركة أبناء سيناء امام عينيها توفير الحماية لأهالي سيناء البدو ليتسنى لهم سير حياتهم بأمان والعيش بكرامة وفقا لعاداتهم وتقاليدهم البدوية العريقة.

## وصلات خارجية
- نبذة عن تنظيم "ولاية سيناء" ـ بي بي سي عربي